# Schleicher K 6
De Schleicher Ka 6 is een eenzitter-zweefvliegtuig ontworpen door Rudolf Kaiser, gebouwd door Alexander Schleicher met een houten met linnen bespannen frame. De eerste vlucht was in 1955. Er zijn meer dan 1000 exemplaren van gebouwd. 

## Ontwerp
Het eerste ontwerp had een conventioneel hoogteroer. Latere versies, de -Pe en de -E, hadden een pendelhoogteroer. Variaties voor de -Cr en -BR hadden een schaats onder de neus om de krachten van de landing op te vangen. Latere versies van de K6 hadden enkel een hoofdwiel en een staartslof. Andere modificaties voor de K6E zijn onder andere een aerodynamische verbeterde romp met een neus van glasvezel, vleugelwortel-fairings, langere cockpitkap en aangepaste aluminium remkleppen.